# Ксеростомия
Ксеростомия, также известная как «сухость во рту» — это ощущение сухости во рту, которое может быть связано с изменением состава слюны, снижением её притока или не иметь определённой причины вовсе.
Этот симптом очень распространен и часто рассматривается как побочный эффект многих лекарственных препаратов. В основном, это встречается у пожилых людей (так как они часто принимают по несколько лекарств) и у людей, которые дышат через рот. Обезвоживание, лучевая терапия с вовлечением слюнных желез, химиотерапия и некоторые другие заболевания могут вызвать гипосаливацию или изменить консистенцию слюны и тем самым, вызвать жалобу на ксеростомию. Иногда встречаются случаи, когда причиной сухости рта служит психогенный фактор.

## Определение

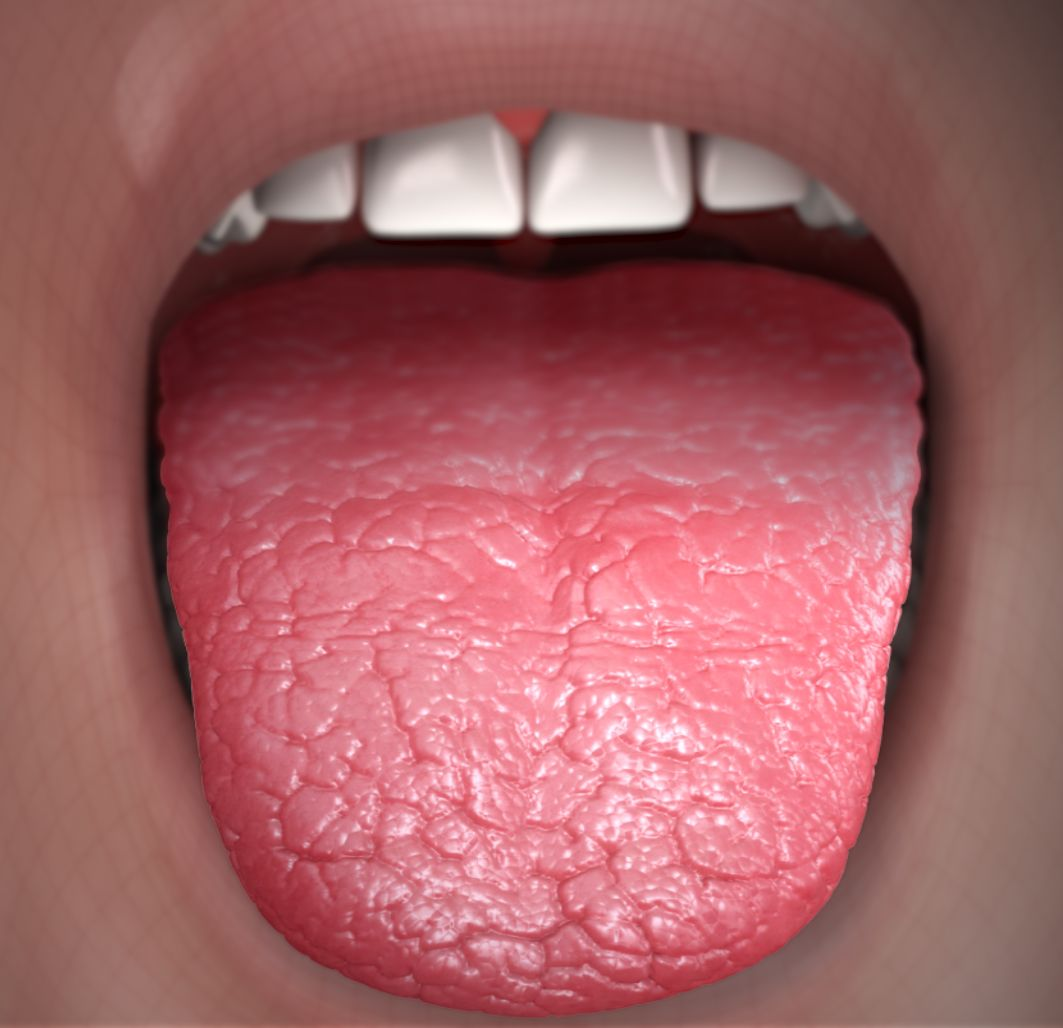
Кадр из трехмерной медицинской анимации показывает снижение или недостаточное функционирование слюнных желез.

Ксеростомия — это субъективное ощущение сухости во рту, которое часто (но не всегда) бывает связано с гипофункцией слюнных желез. Термин происходит от греческих слов ξηρός (Xeros), что означает «сухой» и στόμα (стома), что означает «рот». Лекарственное средство или вещество, которое увеличивает скорость слюноотделения, называется сиалог.
Гипосаливация — это клинический диагноз, для постановки которого нужно провести сбор анамнеза и осмотр. Гипофункция слюнных желез может рассматриваться как в случае нарушения всей системы слюнных желез, так и в случае нарушения одной из них. Нестимулированная скорость потока слюны у нормального человека составляет 0,3-0,4 мл в минуту, а ниже 0,1 мл в минуту является ненормальной. Термин субъективная ксеростомия иногда используется для описания симптома в отсутствие каких-либо клинических признаков сухости. Ксеростомия может также возникнуть в результате изменения состава слюны (с серозного на слизистый). Дисфункция слюнных желез — это общий термин для обозначения ксеростомии или гипофункции слюнных желез.

## Признаки и симптомы
Признаки и симптомы ксеростомии:

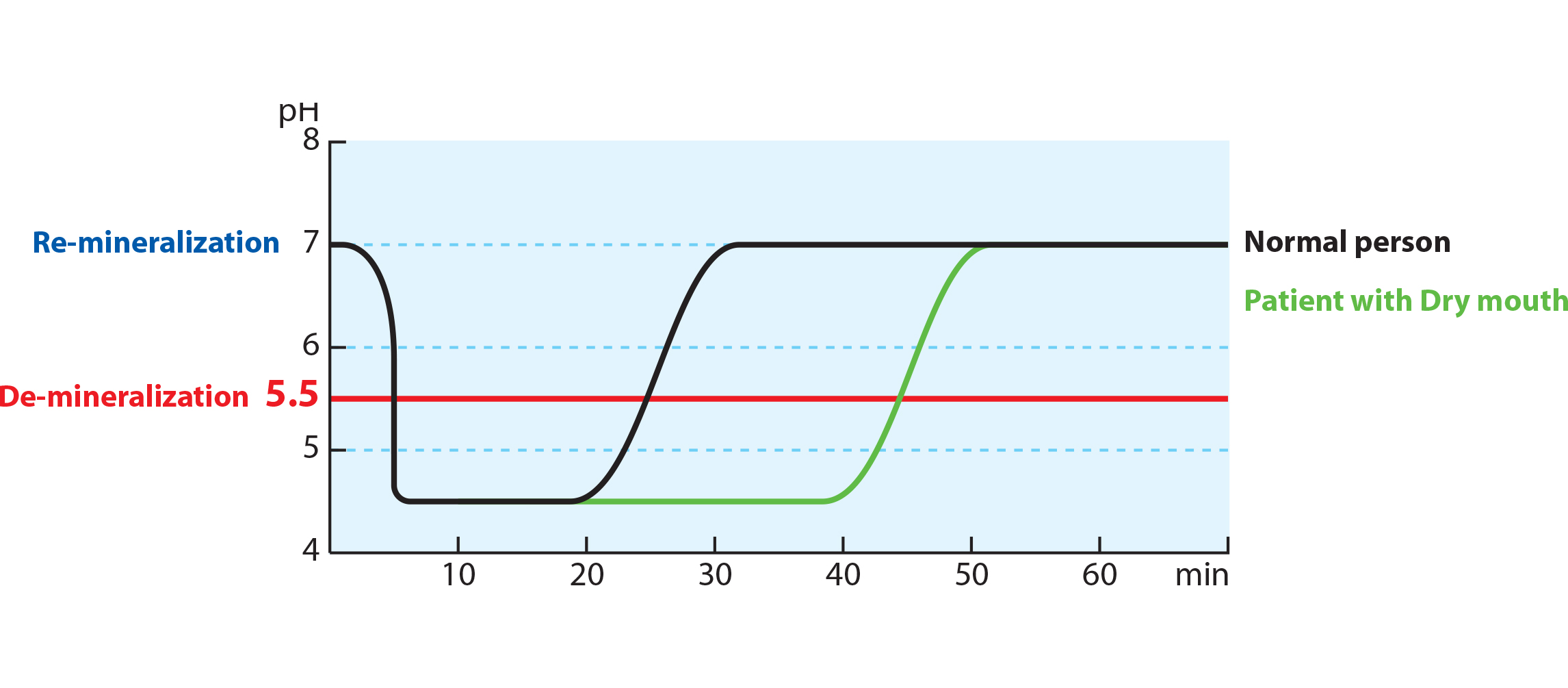
Диаграмма, показывающая изменения кислотности во рту после употребления пищи с высоким содержанием углеводов. В течение 5 минут кислотность во рту повышается при снижении pH. У людей с нормальной скоростью слюны кислота нейтрализуется примерно через 20 минут. Людям с сухостью во рту часто требуется вдвое больше времени, чтобы нейтрализовать кислоту во рту, в результате чего у них повышается риск разрушения зубов и кислотной эрозии

- Кариес зубов (кариес, связанный с ксеростомией). — При нарушении функций слюны, кариес может начать прогрессировать гораздо быстрее(«безудержный кариес»). Это может повлиять на поверхности зубов, которые обычно защищены, например, возникает кариес шейки зуба или поверхностный. Обычно такое наблюдается у пациентов, прошедших лучевую терапию с включением слюнных желез. Очень важно, чтобы при лечении ксеростомии пациент употреблял в пищу как можно меньше сахара, т.к его содержание в полости рта способствует росту и размножению бактерий из-за которых и возникает кариес.
- Кислотная эрозия. Т.к слюна является буфером. она помогает предотвратить деминерализацию зубов.
- Кандидоз полости рта. Нарушение антибактериальной функции слюны может привести к заражению грибами рода Candida.
- Восходящий (гнойный) сиаладенит — инфекция крупных слюнных желез (как правило, околоушной железы), которая может рецидивировать. Это связывают с гипосаливацией, так как бактерии способны проникать в протоковую систему против уменьшения потока слюны, при этом у больного могут наблюдаться опухшие слюнные железы.
- Дизсвэгия — извращенное вкусовое ощущение (к примеру, металлический привкус) и дисосмия — изменённое обоняние.
- Галитоз (неприятный запах изо рта) — возможно связан с повышенной активностью галитогенной биопленки, находящейся на задней части языка (дисгевзия тоже может вызывать жалобу на галитоз, даже при отсутствии гипосаливации).
- Дизестезия — чувство жжения или покалывания во рту.
- Вязкая и густая слюна.
- Ощущение сухости слизистой оболочки.
- Отсутствие образования слюны при осмотре.
- Дисфагия — затрудненное глотание и жевание, особенно при употреблении сухой пищи.
- Язык может прилипать к небу, вызывая звук щелчка во время разговора, или губы слипаются.
- Из-за сухости, при осмотре, перчатки или поверхность зеркала может прилипать к слизистой оболочке.
- Язык: с трещинами, атрофией нитевидных сосочков.
- Трудность ношения зубных протезов, например, при глотании или речи. Может наблюдаться генерализованная болезненность слизистой оболочки и изъязвление областей, покрытых зубным протезом.
- Оральный мукозит и болезненность в полости рта.
- Прилипание помады или еды к зубам.
- Потребность запивать водой при приеме пищи или во время разговора.
- Сухие, воспаленные и потрескавшиеся губы и уголки рта.
- Жажда.

Однако иногда клинические данные не связанны с симптомами. Например, человек с признаками гипосаливации может не жаловаться на ксеростомию. И наоборот, человек, который жалуется на ксеростомию, может не иметь её признаков (субъективная ксеростомия). Также встречаются другие оральные симптомы, наводящие на мысль о оральной дизестезии («синдром жжения во рту»). Есть ещё некоторые общие симптомы, которые могут возникнуть вместе с ксеростомией.
Симптомы, такие как:
- Ксерофтальмия (сухость глаз).[6]
- Неспособность плакать.[6]
- Затуманенное зрение.[6]
- Светобоязнь (непереносимость света).[6]
- Сухость других слизистых оболочек, например, носа, гортани и / или половых органов.[6]
- Ощущение жжения.[6]
- Зуд.[6]
- Дисфония (изменение голоса).[6]

## Дифференциальная диагностика
Снижение выработки слюны примерно до 50 % от нормального нестимулированного уровня обычно приводит к ощущению сухости во рту. Изменённый состав слюны также может быть причиной ксеростомии.
Физиологически вызванная ксеростомия.
Скорость слюноотделения снижается во время сна, что может привести к кратковременному ощущению сухости во рту при пробуждении. Оно исчезает при гигиене полости рта или при приеме пищи. Иногда это сопровождается неприятным запахом изо рта, или «утренним дыханием». Сухость во рту также является нормой в периоды беспокойства, вероятно, из-за усиления симпатического влечения. Известно, что обезвоживание вызывает гипосаливацию, т.к организм пытается сохранить жидкость. Физиологические возрастные изменения в тканях слюнных желез могут привести к умеренному снижению слюнного выброса и частично объяснить увеличение распространенности ксеростомии у пожилых людей. Тем не менее, при полипрагмазии, которая является основной причиной в этой группе, значительного снижения скорости слюноотделения не наблюдается.

### Вызванная лекарствами
Помимо физиологических причин возникновения ксеростомии, большую роль в развитии имеют ятрогенные эффекты лекарств. Препарат, который вызывает ксеростомию, можно назвать ксерогенным . Более 400 лекарств вызывают в качестве побочного эффекта ксеростомию, некоторые из них перечислены в таблице 1. Хотя лекарственная ксеростомия обычно обратима, условия, при которых назначаются эти препараты, часто хронические. Обычно ощущение сухости во рту появляется вскоре после начала приема лекарства или после увеличения его дозы. Ксеростомию могут вызывать также антихолинергические, симпатомиметические и мочегонные препараты.

### Синдром Шегрена
Ксеростомия может быть вызвана некоторыми аутоиммунными заболеваниями, которые повреждают клетки, продуцирующие слюну. Синдром Шегрена является одним из таких заболеваний, и его основными симптомами являются быстрая утомляемость, миалгия и артралгия . Заболевание характеризуется изменениями, связанными с воспалением в железах по всему телу, что приводит к снижению их секреции. Первичный синдром Шегрена — это сочетание сухости глаз и ксеростомии. Вторичный синдром Шегрена такой же, как и первичная форма, но с добавлением комбинации других заболеваний соединительной ткани, таких как системная красная волчанка или ревматоидный артрит .

### Целиакия (глютеновая энтеропатия)
Ксеростомия может быть единственным симптомом целиакии, особенно у взрослых, которые часто не имеют явных симптомов со стороны пищеварительного тракта.

### Лучевая терапия
Лучевая терапия при раке в пределах головы и шеи (включая брахитерапию при раке щитовидной железы), когда слюнные железы находятся вблизи или внутри облучаемого поля тоже является причиной возникновения ксеростомии. Дозы облучения в 52 Гр достаточно, чтобы вызвать дисфункцию слюнной железы, которая приведет к сухости во рту. Лучевая терапия при раке полости рта обычно проводится излучением до 70 Гр, она может часто назначаться вместе с химиотерапией, которая также может оказывать влияние на выработку слюны.

### Синдром Сикки
«Сикка» или просто сухость. Синдром Сикки не является специфическим состоянием, и описывает сухость полости рта и глаз, которая не вызвана аутоиммунными заболеваниями (например, синдром Шегрена).

### Другие причины
Сухость полости рта также может быть связана с дыханием через рот, обычно вызванным частичной обструкцией верхних дыхательных путей.
Алкоголь может быть причиной заболевания слюнных желез, а также печени или вызывать обезвоживание.
Курение, наркотики, такие как метамфетамин, марихуана, галлюциногены, или героин, могут быть причиной ксеростомии.
Гормональные нарушения, такие сахарный диабет, реакция «трансплантат против хозяина» (РТПХ) или низкое потребление жидкости у людей, находящихся на гемодиализе из-за почечной недостаточности, также могут приводить к ксеростомии.
Ксеростомия может быть следствием вирусного гепатита С, редкой причиной дисфункции слюнных желез может быть саркоидоз .
Заражение вирусом иммунодефицита человека / синдромом приобретенного иммунодефицита (СПИД) может вызвать сопутствующее заболевание слюнных желез, известное как синдром диффузного инфильтративного лимфоцитоза (DILS)

## Диагностика
Диагноз гипосаливации ставится преимущественно на основе сбора анамнеза и проведения некоторых анализов. Хоть и сухость во рту не может быть измерена и является субъективной для каждого, скорость слюноотделения во рту человека можно измерить с помощью сиалометрии. Этот тест является простым и неинвазивным. Для его проведения нужно выждать определённый промежуток времени и собрать всю выделившуюся слюну в контейнер. Сиалометрия может давать показатели как стимулированного слюноотделения, так и нестимулированного. Стимулированное слюноотделение измеряется при помощи капли 10 % лимонной кислоты на язык, и сбора слюны через 5-10 минут. Нестимулированное слюноотделение более тесно связано с симптомами ксеростомии. Сиалография включает введение рентгеноконтрастного красителя, такого как йод, в проток слюнной железы. Это может выявить закупорку протока из-за камня. Сканирование слюны с использованием технеция используется редко. Другими исследованиями могут быть: рентген грудной клетки (чтобы исключить саркоидоз), ультрасонографию и магнитно-резонансную томографию (чтобы исключить синдром Шегрена или неоплазию). При подозрениях на какое-либо онкологическое заболевание, берут биопсию из губы. Можно также провести анализ крови и мочи. В некоторых случаях ещё проводят тест Ширмера.

## Лечение
Успешного лечения ксеростомии трудно достичь, часто оно бывает неудовлетворительным. Во многих случаях, саму ксеростомию устранить не удается, поэтому лечение бывает симптоматическим и также бывает направлено на предотвращение разрушения зубов путем улучшения гигиены полости рта. Если симптом вызван гипосаливацией, вторичной к основному хроническому заболеванию, ксеростомия может считаться постоянной или даже прогрессирующей. Лечение дисфункции слюнных желез может включать использование заменителей или стимуляторов слюны, таких как:
- Заменители слюны — это вязкие продукты, которые наносятся на слизистую оболочку полости рта, которые можно найти в форме спреев, гелей, масел, средств для полоскания рта, пастилок или вязких жидкостей. Заменители включают в себя порошок перенасыщенного фосфата кальция, воду, искусственную слюну (на основе муцина и карбоксиметилцеллюлозы), и других субстанций (молоко, растительное масло).
- Муцин-спрей: нет убедительных доказательств того, что муцин достаточно эффективен.
- Муцин в таблетках для рассасывания.
- Мукоадгезивный диск: прилипают к нёбу и содержат смазывающие и антимикробные вещества, а также ароматизаторы. Было проведено одно исследование в 2010 году, в котором сравнивалось 2 группы пациентов: те, кто принимал настоящие мукоадгезивные диски и те, кому были выданы «пустышки» для плацебо-эффекта. Удивительно, но пациенты из обеих групп говорили о повышении влажности во рту. Поэтому нужно провести ещё исследования, для того, чтобы сделать окончательные выводы.
- Биотиновый гель и зубная паста: при исследовании был выявлен положительный эффект.
- Стимуляторы слюны — включают в себя органические кислоты (аскорбиновая кислота, яблочная кислота), жевательную резинку, парасимпатомиметические препараты (сложные эфиры холина, например, гидрохлорид пилокарпина, ингибиторы холинэстеразы) и другие вещества (мята без сахара, никотинамид). Лекарства, стимулирующие слюноотделение, обычно выпускаются в таблетках для рассасывания или в пастах. Таблетки являются более популярными, существует мнение, что при длительном контакте со слизистой оболочкой полости рта они способны механически стимулировать выработку слюны.
- Пилокаприн: исследования не выявили особых улучшений после применения.
- Физостигмин-гель: исследования выявили увеличение выделения слюны в 5 раз после лечения физостигмином.
- Жевательная резинка увеличивает выработку слюны, но не влияет на саму ксеростомию.
- Жевательная резинка Dentirol (ксилит): исследования показали, что есть давать 2 пластинки жвачки пациентам 5 раз в день, то у 1/3 части участников наблюдается улучшение симптомов.
- Таблетка профилина (ксилит / сорбит): так же облегчает симптоматику у пациентов, если давать таблетку 4-8 раз в день.

Заменители слюны могут улучшить ксеростомию, но, как правило, не улучшают другие проблемы, связанные с дисфункцией слюнных желез. Парасимпатомитические препараты (стимуляторы слюны), такие как пилокарпин, могут улучшать симптомы ксеростомии и другие проблемы, связанные с дисфункцией слюнных желез. И стимуляторы, и заменители облегчают симптомы до некоторой степени. Стимуляторы слюны помогут тем людям, у которых ещё более менее сохранена функция.
Систематический обзор показал, что местная терапия может дать только краткосрочные эффекты, которые являются обратимыми. В обзоре сообщается об ограниченных доказательствах того, что кислородный глицериновый спрей триэстера был более эффективным, чем аэрозоли с электролитом. Жевательная резинка без сахара увеличивает выработку слюны, но нет доказательств того, что она влияет на само заболеваниеи лечит его.
В обзоре 2013 года, посвященном нефармакологическим вмешательствам, сообщалось об отсутствии доказательств, подтверждающих влияние устройств электростимуляции или акупунктуры на симптомы сухости во рту.

## Эпидемиология
Ксеростомия — очень распространенный симптом. Консервативная оценка распространенности составляет около 20 % среди населения в целом, с увеличением распространённости среди женщин (до 30 %) и пожилых (до 50 %). Оценки распространенности ксеростомии варьируют от 10 до 50 %.

## История
Ксеростомия использовалась в качестве теста для выявления лжи, который основывается на степени секреции слюны для определения виновности человека.